# Teuvo Laukkanen
Teuvo Laukkanen   (Pielavesi, 16 de juliol de 1919 - Pielavesi, 14 de maig de 2011) fou un esquiador de fons finlandès que va competir durant la dècada de 1940.
El 1948 va prendre part en els Jocs Olímpics d'Hivern de Sankt Moritz, on disputà dues proves del programa d'esquí de fons. Fent equip amb Lauri Silvennoinen, Sauli Rytky i August Kiuru guanyà la medalla de plata en la prova del 4x10 quilòmetres, mentre en la prova dels 18 quilòmetres fou vuitè. En el seu palmarès també destaquen dos campionats nacionals, ambdós el 1945.